# Levith Rúa
Levith Aldemar Rúa Rodríguez (Ponedera, Atlántico; 14 de octubre de 1987) es un violador en serie y expolicía colombiano, también conocido por los alias de «La bestia del matadero» y «El monstruo de la sexta entrada».
Las autoridades lo señalan de ser el responsable de más de una decena de violaciones y ataques sexuales en la Región Caribe, además del asesinato de Gabriela Romero, una estudiante del Servicio Nacional de Aprendizaje (SENA) que adelantaba estudios en Gestión Empresarial. Las violaciones de Levith Rúa ocurrieron en varios lugares de la Costa Caribe como Barranquilla, Soledad, Malambo, Valledupar, Cesar, Sincelejo, Sucre, entre otros departamentos.
El 22 de marzo de 2019 se le impuso una condena de 37 años de cárcel por violar a una menor de 17 años, sentencia que paga en la Cárcel de Máxima y Mediana Seguridad de Valledupar.

## Antecedentes
Rúa integró las filas de la Policía Nacional de Colombia entre 2008 y 2010. Estaba adscrito al comando del Cesar donde ejercía como patrullero. Sin embargo, fue hallado culpable en 2010 por delito sexual, violación y asalto a una mujer en el municipio de Valledupar, por lo que las autoridades lo condenaron a 7 años de prisión por el crimen. Cumplió su condena en la Cárcel de Máxima y Mediana Seguridad de Valledupar conocida comúnmente como «La Tramacúa», donde compartió celda con el asesino en serie y violador de niños Luis Alfredo Garavito, apodado «La Bestia», responsable de secuestrar, violar, torturar y asesinar a por lo menos 172 niños según la Fiscalía General de la Nación.
Después de su paso por la cárcel, Rúa continuó abusando de varias mujeres de entre 15, 16, 17 y 18 años, según las investigaciones de las autoridades. Se cree que el lugar donde se cometían los crímenes sexuales era en un cambuche ubicado en Malambo, donde se encontraban muebles, ropa interior femenina y masculina, condones y otros elementos. Antes de ser detenido por las autoridades, se supo que violó a una mujer de origen venezolano y asesinó a Gabriela Romero, estudiante del SENA.

## Modus operandi
El modus operandi de Rúa consistía en contactar personas por medio de las redes sociales en Internet para ofrecerles oportunidades de empleo. También acechaba a sus potenciales víctimas en lugares desolados, generalmente llenos de árboles, arbustos y monte. Durante el contacto físico con la persona, Rúa cometía agresiones sexuales, verbales y físicas que, en ocasiones, terminaban en graves lesiones como fracturas de mandíbulas y la pérdida de dientes por causa de golpes.

## Caso Gabriela Romero
Gabriela Romero, quien fuera asesinada por Levith Rúa era estudiante del Servicio Nacional de Aprendizaje. Fue contactada por el expolicía en la red social Facebook, aunque en un principio y según las investigaciones, la joven evadía sus preguntas y comentarios. Finalmente fue persuadida hasta el punto de entablar una conversación cuya temática se basó en una oportunidad de empleo que consistía en cuidar a un menor de edad a cambio de 800 mil pesos. Después de acordar todo, ambos se encontraron en un centro comercial de la ciudad de Barranquilla, y partieron rumbo a una zona boscosa conocida como «El Tamarindo», en el sector de la Sexta Entrada, una jurisdicción del municipio de Malambo. Este sector es ampliamente conocido, ya que muy cerca opera un matadero donde se sacrifican reses bovinas, bufalinas y porcinas. Una vez en el sitio, Gabriela Romero fue golpeada, violada y decapitada.